# Darbouxův vzorec
Darbouxův vzorec je v matematické analýze vzorec, který objevil Jean Gaston Darboux pro sumaci nekonečné řady pomocí integrálů nebo vyhodnocování integrálů pomocí nekonečné řady. Je zobecněním Eulerova–Maclaurinova sumačního vzorce na komplexní rovinu. Ten se používá pro podobné účely a odvozuje se podobným způsobem (opakovanou integrací per partes určité volby integrálu). Darbouxův vzorec lze použít pro odvození Taylorovy řady v infinitezimálním počtu. 

## Tvrzení
Pokud φ(t) je polynom stupně n, a f analytická funkce, pak
{\displaystyle {\begin{aligned}&\sum _{m=0}^{n}(-1)^{m}(z-a)^{m}\left[\varphi ^{(n-m)}(1)f^{(m)}(z)-\varphi ^{(n-m)}(0)f^{(m)}(a)\right]\\={}&(-1)^{n}(z-a)^{n+1}\int _{0}^{1}\varphi (t)f^{(n+1)}\left[a+t(z-a)\right]\,dt.\end{aligned}}}
Vzorec lze dokázat opakovanou integrací per partes.

## Speciální případy
Pokud se jako φ v Darbouxově vzorci použije Bernoulliho polynom, vznikne Eulerův–Maclaurinův sumační vzorec. Jestliže se jako φ použije (t − 1)n, vyjde vzorec pro Taylorovu řadu.